# Eric Staal
 Eric Craig Staal (né le 29 octobre 1984 à Thunder Bay, en Ontario au Canada) est un joueur professionnel canadien de hockey sur glace de la Ligue nationale de hockey. Il a été repêché par les Hurricanes lors du repêchage d'entrée dans la LNH 2003, à la deuxième position derrière Marc-André Fleury choisi par les Penguins de Pittsburgh.
Il est issu d'une famille de joueurs de hockey sur glace et a trois frères tous trois professionnels :
- Marc repêché en 2005 par les Rangers de New York ;
- Jordan repêché en 2006 par les Penguins de Pittsburgh ;
- Jared repêché en 2008 par les Coyotes de Phoenix.

## Biographie

### Vie privée
Eric Staal est l'aîné d'une famille de quatre enfants. Il est né en 1984, Marc en 1987 et Jordan en 1988 et Jared en 1990. La famille vit en Ontario, à Thunder Bay où le père, Henry, leur construit une patinoire. Les Staal jouent alors deux contre deux avec l'aîné et le benjamin contre les deux autres.
Eric se marie avec Tanya le 3 août 2007 et ensemble, ils ont 2 garçons, Parker, le 22 septembre 2009 et Levi, né le 11 décembre 2011.

### Carrière junior
Staal commence sa carrière junior en 2000-2001 et il joue alors avec les Petes de Peterborough de la Ligue de hockey de l'Ontario. Il est sélectionné pour jouer avec l'équipe du Canada moins de 18 ans lors du championnat du monde 2002. L'équipe termine à la sixième place du classement. Il récolte 98 points en 66 matchs lors de la saison 2002-2003 et juste derrière, Staal est choisi lors du repêchage d'entrée dans la Ligue nationale de hockey de 2003. Sélectionné par les Hurricanes de la Caroline, il est le deuxième choix de la première ronde après Marc-André Fleury.

### Carrière professionnelle

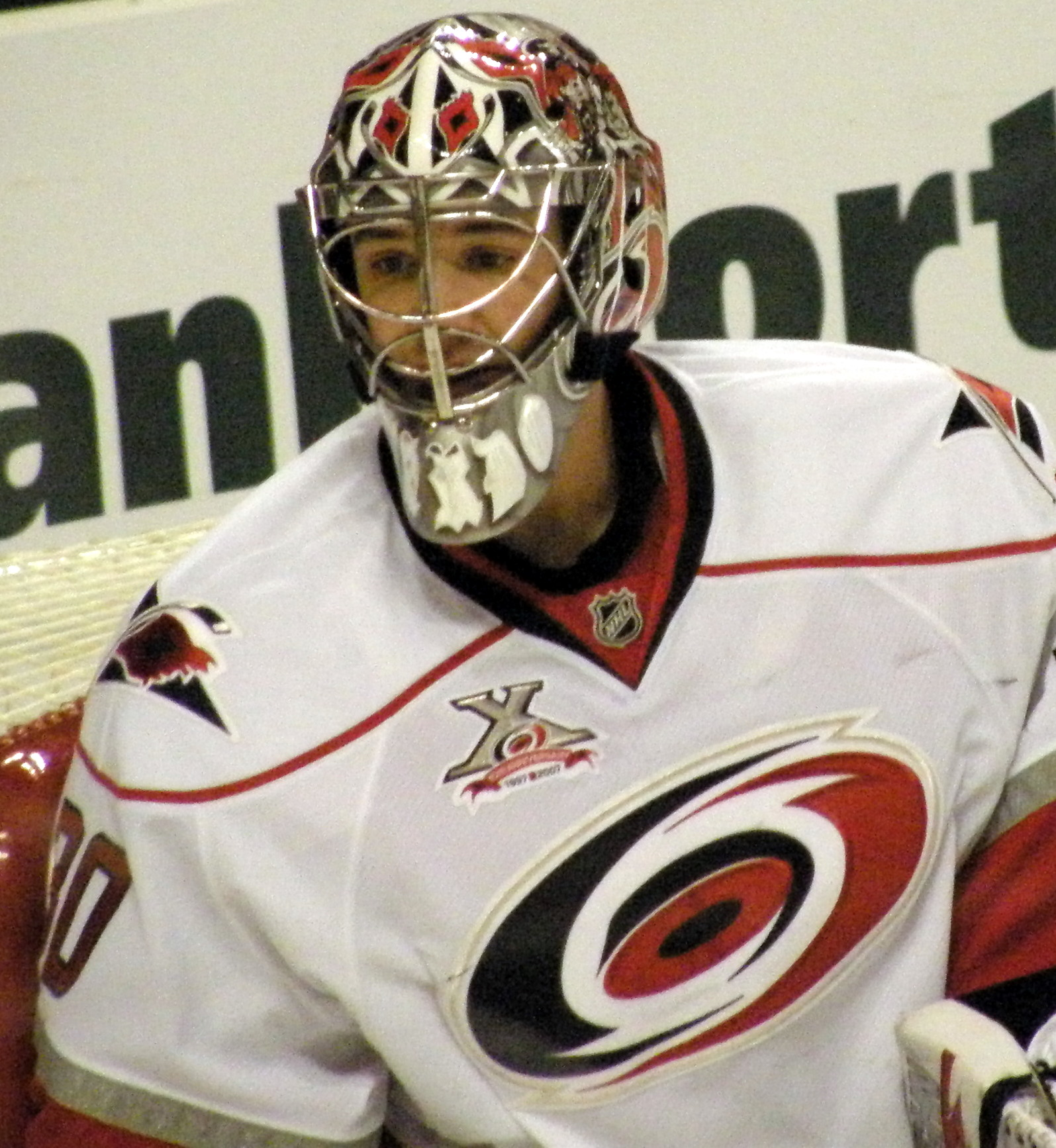
Staal, Cam Ward (ici en photographie) et les Hurricanes de la Caroline remportent la Coupe Stanley en 2006.

Il fait son entrée dans la LNH pour la saison 2003-2004 à seulement 18 ans et ne manque qu’un seul match. Il participe alors au 54e Match des étoiles de la LNH pour le match des espoirs de la LNH. Au cours de la saison 2004-2005, alors qu’un lock-out paralyse la LNH, il rejoint le « club-école » des Hurricanes, les Lock Monsters de Lowell de la Ligue américaine de hockey et amasse 77 points en 77 matchs. Encore une fois, en cours de saison, il est sélectionné pour jouer le Match des étoiles de la LAH.
Au cours de l'été, le cadet d'Eric, Marc est sélectionné par les Rangers de New York à la cinquième position. Il ne fait pas pour autant ses débuts dans la LNH et demeure dans la LOH. Pendant ce temps, lors de sa deuxième saison dans la LNH, l'aîné de la famille Staal hausse son niveau de jeu et devient de plus en plus essentiel pour sa franchise. Au cours de la saison, il est sélectionné comme joueur remplaçant pour les Jeux olympiques de Turin mais finalement ne joue pas un seul match. De retour dans la LNH, il dépasse la fameuse barre des 100 points avec 45 buts et 55 assistances. Il est alors le septième pointeur de la saison derrière les 125 points de Joe Thornton.
Meilleur pointeur de l'équipe, il aide la Caroline à se qualifier pour les séries éliminatoires en finissant à la première place de leur division et à la deuxième de l'association de l'Est. Il s'agit de la première qualification pour l'équipe depuis quatre ans. Les Hurricanes passent alors tous les tours des séries un par un pour se retrouver en finale de la Coupe Stanley contre les Oilers d'Edmonton. L'équipe remporte la Coupe Stanley quatre matchs à trois grâce aux performances de Staal et de Cam Ward dans les buts de l'équipe. Ward est récompensé en étant élu meilleur joueur des séries alors que Staal est le meilleur marqueur avec 28 points.
En 2007, il participe une nouvelle fois au Match des étoiles pour la 55e édition. Son autre frère, Jordan, a été repêché lors de l'été par les Penguins de Pittsburgh à la deuxième position et contrairement à Marc, il fait ses débuts dans la LNH dès la saison 2006-07. Jordan reçoit l'honneur d'être sélectionné pour jouer le match des recrues tout comme son aîné trois ans plus tôt. Eric Staal inscrit un but lors du Match des étoiles. En fin de saison, les Hurricanes sont éliminés des séries et les Penguins au premier tour ce qui permet à deux des frères d'être sélectionnés pour le championnat du monde : Jordan et Eric. L'équipe du Canada, dont les buts sont gardés par Ward, arrive en finale contre la Finlande et au cours de ce match, Eric inscrit le deuxième but canadien alors que Jordan réalise une passe décisive pour le troisième but de l'équipe, but inscrit par Colby Armstrong. Finalement, les Canadiens l'emportent 4-2 et les deux frères remportent ensemble la médaille d'or en Russie,.
Au début de la 2007, Eric Staal est désigné par la direction de l'équipe un des quatre assistant-capitaine de Rod Brind'Amour. Depuis le début de sa carrière, il n'a alors manqué qu'un seul match lors des quatre saisons qu'il a passé dans la LNH. Au cours de la saison, il est une nouvelle fois sélectionné pour le Match des étoiles et à cette occasion, il inscrit deux buts et offre une passe décisive lors de la victoire de l'Est 8-7. Il est d'ailleurs nommé MVP de la rencontre. L'équipe des Hurricanes échoue une deuxième année consécutive à se qualifier pour les séries et il rejoint une nouvelle fois la sélection canadienne pour le championnat du monde. Cette édition du championnat du monde se joue au Québec mais devant leur public, les joueurs canadiens échouent en finale contre les Russes par un but d'Ilia Kovaltchouk en prolongation.
En 2008-2009, il franchit la barre des 40 buts pour la deuxième fois de sa carrière avec une récolte de 40 buts, 35 passes pour 75 points. À la fin de la saison, les Hurricanes connaissent une nouvelle qualification en séries, la deuxième pour Staal. Sixièmes qualifiés de l'association de l'Est, l'équipe de la Caroline joue le premier tour contre les Devils du New Jersey. Les six premiers matchs ne parviennent à séparer les deux franchises alors que Staal inscrit deux buts lors de la victoire 4-0 lors du sixième match. Le septième et dernier match de la série se joue sur la glace des Devils mais avec moins de deux minutes à jouer, les Devils sont qualifiés en menant 3-2. Staal et les siens décident de s'accrocher et reviennent au score par Jussi Jokinen puis remportent le match, et la série, sur la marque de 4-3 par un but inscrit par Staal. Il faut aux Hurricanes une nouvelle fois sept matchs pour éliminer les Bruins de Boston avant qu'ils se retrouvent en finale d'association contre les Penguins de Jordan Staal. Les deux frères sont donc opposés pour la première fois de leur carrière mais l'équipe d'Eric ne parvient pas à remporter un seul match et est éliminée en quatre matchs secs. Quelques jours plus tard, Jordan devient le deuxième enfant de la famille Staal à soulever la Coupe Stanley.
En janvier 2010, Eric Staal est nommé capitaine de son équipe en remplacement de Rod Brind'Amour. Le mois suivant, il devient le vingt-troisième joueur de l'histoire à rejoindre le Club Triple Or en remportant la médaille d'or aux Jeux olympiques de Vancouver.
Le 28 février 2016, il est échangé aux Rangers de New York en retour de l'espoir Aleksi Saarela ainsi que les choix de deuxième tour des Rangers au repêchage de 2016 et 2017. Par cette transaction, Eric rejoint alors son jeune frère Marc.
Il signe le 1er juillet 2016 un contrat de trois ans pour 10,5 millions de dollars avec le Wild du Minnesota.
Après un séjour de 4 saisons avec le Wild, il est échangé aux Sabres de Buffalo en retour de l'attaquant Marcus Johansson, le 16 septembre 2020. Deux semaines avant la date limite des échanges 2021, il passe aux Canadiens de Montréal en retour de choix de 3e et 5e tours en 2021.
À la suite d'un essai professionnel avec les Panthers de la Floride, Staal signe un pacte d'une saison avec ceux-ci le 21 octobre 2022.
Le 30 juillet 2024, Staal annonce officiellement sa retraite de la LNH à titre de membre des Hurricanes de la Caroline tout juste après avoir signé un contrat d'une journée avec cette équipe. Les Hurricanes ont annoncé que son chandail no 12 sera retiré et que la cérémonie aura lieu le 12 janvier 2025 au PNC Arena tout juste avant le match opposant les Hurricanes aux Ducks d'Anaheim.

## Statistiques

### En club
| Saison     | Équipe                    | Ligue      |       | Saison régulière | Saison régulière | Saison régulière | Saison régulière | Saison régulière |    | Séries éliminatoires | Séries éliminatoires | Séries éliminatoires | Séries éliminatoires | Séries éliminatoires |
| Saison     | Équipe                    | Ligue      | PJ    | B                | A                | Pts              | Pun              | PJ               | B  | A                    | Pts                  | Pun                  |                      |                      |
| 2000-2001  | Petes de Peterborough     | LHO        | 63    | 19               | 30               | 49               | 23               | 7                | 2  | 5                    | 7                    | 4                    |                      |                      |
| 2001-2002  | Petes de Peterborough     | LHO        | 56    | 23               | 39               | 62               | 40               | 6                | 3  | 6                    | 9                    | 10                   |                      |                      |
| 2002-2003  | Petes de Peterborough     | LHO        | 66    | 39               | 59               | 98               | 36               | 7                | 9  | 5                    | 14                   | 6                    |                      |                      |
| 2003-2004  | Hurricanes de la Caroline | LNH        | 81    | 11               | 20               | 31               | 40               | -                | -  | -                    | -                    | -                    |                      |                      |
| 2004-2005  | Lock Monsters de Lowell   | LAH        | 77    | 26               | 51               | 77               | 88               | 11               | 2  | 8                    | 10                   | 12                   |                      |                      |
| 2005-2006  | Hurricanes de la Caroline | LNH        | 82    | 45               | 55               | 100              | 81               | 25               | 9  | 19                   | 28                   | 8                    |                      |                      |
| 2006-2007  | Hurricanes de la Caroline | LNH        | 82    | 30               | 40               | 70               | 68               | -                | -  | -                    | -                    | -                    |                      |                      |
| 2007-2008  | Hurricanes de la Caroline | LNH        | 82    | 38               | 44               | 82               | 50               | -                | -  | -                    | -                    | -                    |                      |                      |
| 2008-2009  | Hurricanes de la Caroline | LNH        | 82    | 40               | 35               | 75               | 50               | 18               | 10 | 5                    | 15                   | 4                    |                      |                      |
| 2009-2010  | Hurricanes de la Caroline | LNH        | 70    | 29               | 41               | 70               | 68               | -                | -  | -                    | -                    | -                    |                      |                      |
| 2010-2011  | Hurricanes de la Caroline | LNH        | 81    | 33               | 43               | 76               | 72               | -                | -  | -                    | -                    | -                    |                      |                      |
| 2011-2012  | Hurricanes de la Caroline | LNH        | 82    | 24               | 46               | 70               | 48               | -                | -  | -                    | -                    | -                    |                      |                      |
| 2012-2013  | Hurricanes de la Caroline | LNH        | 48    | 18               | 35               | 53               | 54               | -                | -  | -                    | -                    | -                    |                      |                      |
| 2013-2014  | Hurricanes de la Caroline | LNH        | 79    | 21               | 40               | 61               | 74               | -                | -  | -                    | -                    | -                    |                      |                      |
| 2014-2015  | Hurricanes de la Caroline | LNH        | 77    | 23               | 31               | 54               | 41               | -                | -  | -                    | -                    | -                    |                      |                      |
| 2015-2016  | Hurricanes de la Caroline | LNH        | 63    | 10               | 23               | 33               | 32               | -                | -  | -                    | -                    | -                    |                      |                      |
| 2015-2016  | Rangers de New York       | LNH        | 20    | 3                | 3                | 6                | 2                | 5                | 0  | 0                    | 0                    | 4                    |                      |                      |
| 2016-2017  | Wild du Minnesota         | LNH        | 82    | 28               | 37               | 65               | 34               | 5                | 0  | 1                    | 1                    | 0                    |                      |                      |
| 2017-2018  | Wild du Minnesota         | LNH        | 82    | 42               | 34               | 76               | 42               | 5                | 1  | 1                    | 2                    | 2                    |                      |                      |
| 2018-2019  | Wild du Minnesota         | LNH        | 81    | 22               | 30               | 52               | 34               | -                | -  | -                    | -                    | -                    |                      |                      |
| 2019-2020  | Wild du Minnesota         | LNH        | 66    | 19               | 28               | 47               | 28               | 4                | 1  | 4                    | 5                    | 2                    |                      |                      |
| 2020-2021  | Sabres de Buffalo         | LNH        | 32    | 3                | 7                | 10               | 8                | -                | -  | -                    | -                    | -                    |                      |                      |
| 2020-2021  | Canadiens de Montréal     | LNH        | 21    | 2                | 1                | 3                | 2                | 21               | 2  | 6                    | 8                    | 6                    |                      |                      |
| 2021-2022  | Wild de l'Iowa            | LAH        | 4     | 2                | 3                | 5                | 0                | -                | -  | -                    | -                    | -                    |                      |                      |
| 2022-2023  | Panthers de la Floride    | LNH        | 72    | 14               | 15               | 29               | 26               | 21               | 2  | 3                    | 5                    | 12                   |                      |                      |
| Totaux LNH | Totaux LNH                | Totaux LNH | 1 365 | 455              | 608              | 1 063            | 854              | 104              | 25 | 39                   | 64                   | 38                   |                      |                      |

### En équipe nationale
| Année | Compétition                          |   | PJ | B | A  | Pts | Pun | +/-               |  | Résultat |
| 2002  | Championnat du monde moins de 18 ans | 8 | 2  | 5 | 7  | 4   | -6  | Sixième place     |  |          |
| 2006  | Jeux olympiques                      |   |    |   |    |     |     | Septième place    |  |          |
| 2007  | Championnat du monde                 | 9 | 5  | 5 | 10 | 6   | +6  | Médaille d'or     |  |          |
| 2008  | Championnat du monde                 | 8 | 4  | 3 | 7  | 6   | +5  | Médaille d'argent |  |          |
| 2010  | Jeux olympiques                      | 7 | 1  | 5 | 6  | 6   | +6  | Médaille d'or     |  |          |
| 2013  | Championnat du monde                 | 8 | 0  | 3 | 3  | 4   | 0   | Cinquième place   |  |          |
| 2022  | Jeux olympiques                      | 5 | 1  | 3 | 4  | 4   |     | Sixième place     |  |          |

## Trophées et honneurs personnels

### LNH
- 2003-2004 : participe au Match des Jeunes Étoiles de la LNH
- 2005-2006 : 
  - remporte la coupe Stanley avec les Hurricanes de la Caroline
  - sélectionné dans la deuxième équipe d'étoiles de la LNH
- 2006-2007 : participe au 55e Match des étoiles (1)
- 2007-2008 : 
  - participe au 56e Match des étoiles (2)
  - nommé « joueur le plus utile » du Match des étoiles
- 2008-2009 : participe au 57e Match des étoiles (3)
- 2010-2011 : participe au 58e Match des étoiles (4)
- 2017-2018 : participe au 63e Match des étoiles (5)
- 2019-2020 : participe au 65e Match des étoiles (6)